# Puerto Viejo de Sarapiquí
Puerto Viejo de Sarapiquí – miasto w Kostaryce, w prowincji Heredia.